# Spilococcus erianthi
Spilococcus erianthi är en insektsart som först beskrevs av Kiritchenko 1932.  Spilococcus erianthi ingår i släktet Spilococcus och familjen ullsköldlöss. Inga underarter finns listade i Catalogue of Life.